# Billy Lewis Brooks
Billy Lewis Brooks   (Estats Units d'Amèrica, 1943 - 21 d'agost de 2023) fou un percussionista de jazz estatunidenc.
Brooks es va traslladar a Europa el 1964. A principis dels anys setanta, va fundar el grup El Babaku amb el baixista Bert Thompson a Berlín, enregistrant un àlbum, Live At The Jazz Galerie, el 1971 per al segell MPS.
Va tocar a dos àlbums amb Fritz Pauer: Fritz Pauer-Live At The Berlin Jazz Galerie (amb Jimmy Woode) i Water Plants. Altres discs i col·laboracions seves inclouen treballs amb Slide Hampton, Joe Haider Orchestra, Tete Montoliu, Benny Bailey, Miriam Klein, Nathan Davis, Duško Gojković, Philip Catherine o Ximo Tebar.
L'any 1965 va gravar el disc Núria Feliu amb Tete Montoliu amb Erik Peter, Booker Ervin, Tete Montoliu i Núria Feliu.